# Krig och propaganda
Krig och propaganda var en dokumentär-TV-serie som sändes i Utbildningsradion under perioden 24 oktober-21 november år 2000, och behandlade propagandans betydelse i krigen. 

## Avsnitt
1. Världskrig
2. TV-krig
3. Tre tjugotalsfilmer
4. Propaganda ur underläge

### Fotnoter
1. ↑  ”Svensk mediedatabas”. http://smdb.kb.se/catalog/search?q=%22Krig+och+propaganda%22&sort=OLDEST. Läst 30 mars 2011.